# 보트

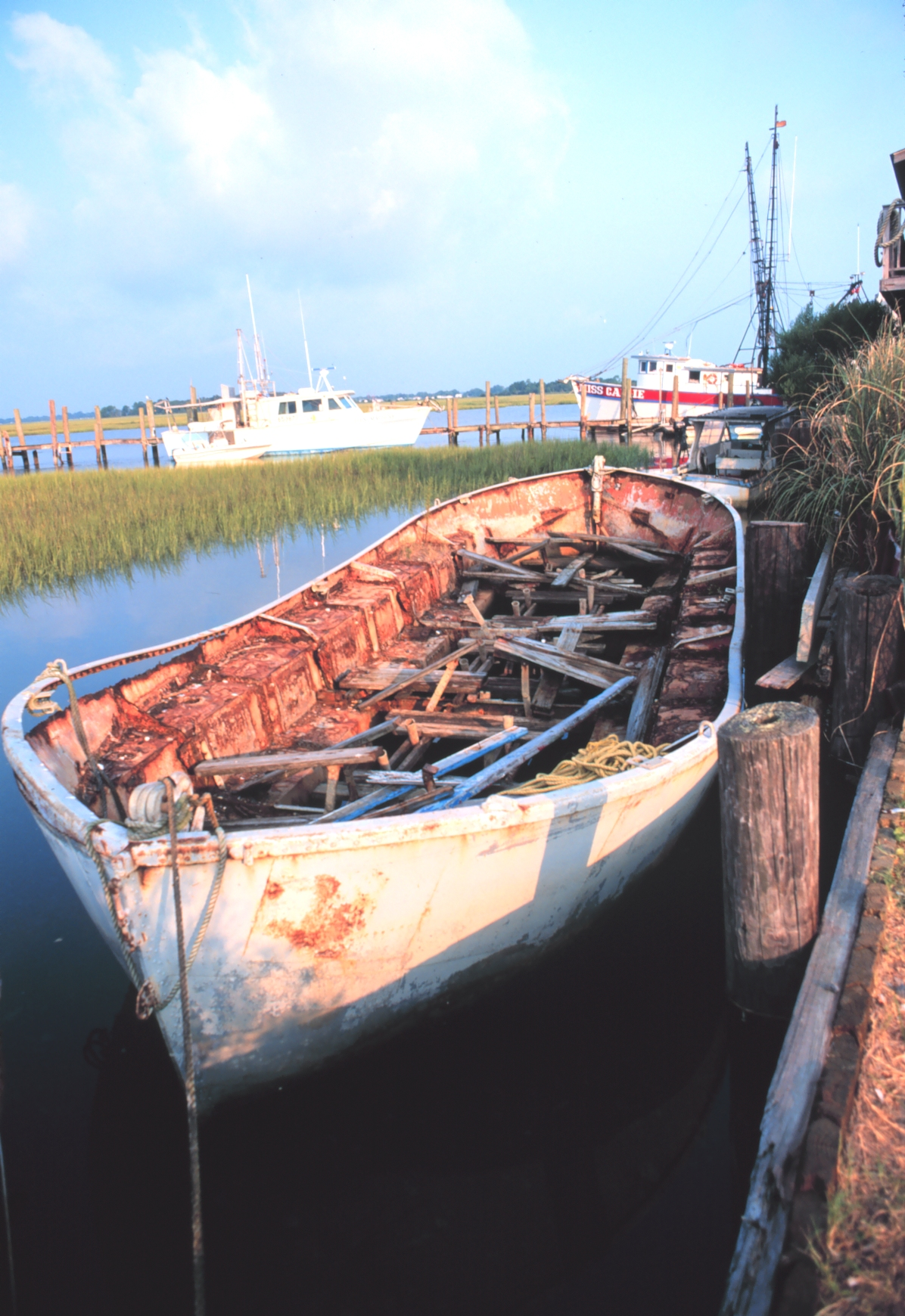
보트의 모습.

보트(영어: Boat, 문화어: 뽀트, 젓기배) 또는 단정(短艇)은 물 위를 움직이면서 떠다닐 수 있도록 설계된 다양한 유형과 크기의 선박(영어: Watercraft)이다. 또한 보트는 보통 호수나 보호 해안 지역에서 타지만, 구명보트는 역사적으로 먼 바다의 환경에서 운영할 수 있도록 고안되어 있다.
보트는 군사적, 국가적 관심사, 또는 상업, 연구 목적으로 사용된다. 크기, 개인 탑승에 관계 없이 비상업 사용은 거의 보트를 사용한다.

## 역사
보트는 이른 시기부터 교통 수단으로 이용되어 왔다.
40,000년 전 초기의 오스트레일리아 정착, 130,000년 전의 크레타의 발견, 900,000년 전의 플로레스, 등의 환경적 증거들을 통해 보트가 선사시대부터 사용되어 왔음을 알 수 있다. 최초의 보트들은 통나무배인 것으로 간주되며, 고고학 발굴을 통해 발견된 가장 오래된 보트들은 대략 7,000~10,000년 된 것으로 추정된다. 세계에서 가장 오래된 것으로 발견된 Pesse canoe는 네덜란드에서 발견되었으며, 기원전 8200~7600 사이에 건조되었을 것으로 추정된다. 이 카누는 네덜란드 아센의 드렌츠 박물관에 전시되어 있다. 그 밖의 매우 오래된 통나무배들도 발견되었다. 뗏목은 적어도 8,000년 동안 운용되었다.
7,000년 된 원양 갈대 어선은 쿠웨이트에서 발견되었다.
보트는 수메르, 고대 이집트 인도양에서 기원전 4,000~3,000년 사이에 사용되었다.

## 동력
일반적으로 모터나 노를 젓는 동력을 사용하여 추진하는 배를 보트(boat) 또는 동력보트라고 한다면 돛을 사용한 풍력을 이용하는 배를 요트라고 정의한다. 이러한 정의는 보트나 요트를 조종할 수 있는 조종면허시험이나 '요트및동력보트해상보험'같은 보험 등 법률용어로 언급되고 있는 것이 관례이다.
현대에들어서 모터보트에 사용되는 동력원으로는 주로 보트엔진을 가리킨다.

## 같이 보기
- 선박
- 바지선
- 조종면허시험